# Murat Kardanow
Murat Nausbijewicz Kardanow (ros. Мурат Наусбиевич Карданов; ur. 4 stycznia 1971 w Nalczyku) – rosyjski zapaśnik w stylu klasycznym.
Złoty medalista Igrzysk w Sydney 2000 w wadze do 76 kg. Czterokrotny uczestnik Mistrzostw Świata, brązowy medal w 1993. Trzy medale Mistrzostw Europy, złoto w 1998, brąz w 1993 i 2000.
Pierwszy w Pucharze Świata w 1992 i 1995. Najlepszy na Igrzyskach Wojskowych w 1995.
Mistrz Rosji w 1998 i 2000; drugi w 1995 i 1999, trzeci w 1997 i w mistrzostwach WNP w 1992 roku.